# Telmo García
Telmo García (Madrid, 21 de junho de 1906 - Madrid, 7 de janeiro de 1972) era um ciclista espanhol, que foi profissional entre 1923 e 1936. A sua principal vitória foi o Campeonato da Espanha de Ciclismo em Estrada de 1928.

## Palmarés
- 1923
  - 2.º no Campeonato da Espanha em Estrada

- 1924
  - 2.º no Campeonato da Espanha em Estrada

- 1925
  - Clássica dos Portos[1]
  - 3 etapas à Volta à Andaluzia[1]
  - 3.º no Campeonato da Espanha em Estrada

- 1927
  - 2.º no Campeonato da Espanha em Estrada

- 1928
  - Campeonato da Espanha em estrada  [1]
  - Clássica dos Portos[1]

- 1930
  - Festas de Vitoria[1]

- 1932
  - Volta a Madri